# Петровский (Кочубеевский район)
Петро́вский — хутор в Кочубеевском районе (муниципальном округе) Ставропольского края России.

## География
Расстояние до краевого центра: 58 км.
Расстояние до районного центра: 30 км.
К западу от хутора расположено общественное открытое кладбище.

## История
27 сентября 1995 года Глава администрации Ставропольского края постановил «Восстановить в учётных данных по Кочубеевскому району, ранее упразднённые как неперспективные, хутор Петровский в составе Ивановского сельсовета и посёлок Рабочий в составе Новодеревенского сельсовета».
До 16 марта 2020 года хутор входил в упразднённый Ивановский сельсовет.

## Население
| 1989 | 2002 | 2010 | 2014 |
| ---- | ---- | ---- | ---- |
| 0    | ↗370 | ↗407 | ↘400 |

По данным переписи 2002 года в национальной структуре населения преобладают русские (91 %).

## Инфраструктура
Медицинскую помощь оказывает фельдшерско-акушерский пункт.